# Philopota liturata
Philopota liturata är en tvåvingeart som beskrevs av John Obadiah Westwood 1848. Philopota liturata ingår i släktet Philopota och familjen kulflugor. Inga underarter finns listade i Catalogue of Life.